# Mikulovice (okres Jeseník)
Mikulovice (německy Niklasdorf, polsky Mikułowice) jsou obec v okrese Jeseník v Olomouckém kraji. Žije zde přibližně 2 500 obyvatel.

## Poloha
Obec Mikulovice sousedí na východě a severu s Polskem (gmina Głuchołazy), na západě s obcemi Velké Kunětice, Hradec-Nová Ves, Písečná a Česká Ves, na jihu s městem Jeseník a na jihovýchodě s městem Zlaté Hory. Od okresního města Jeseník je vzdálena 12,5 kilometru a od statutárního města Olomouc 79 kilometrů.
Geomorfologicky patří Mikulovice k provincii Česká vysočina, subprovincii krkonošsko-jesenické (sudetské), oblasti jesenické (východosudetské) na rozhraní geomorfologického celku Rychlebské hory (podcelek Sokolský hřbet) a geomorfologického celku Zlatohorská vrchovina (podcelky Bělská pahorkatina a Rejvízská hornatina). Nejvyšším vrcholem jsou Bílé skály (922 metrů) v jihozápadním cípu katastru Širokého Brodu, poblíž jsou Zelený vrch (832 metrů) a Sporný vrch (756 metrů), severní břeh Bělé je rovinatější (Svinský kopec 388 metrů).
Území Mikulovic patří do povodí Odry, resp. Kladské Nisy. Hlavním tokem je říčka Bělá, která protéká obcí severovýchodním směrem a přijímá zleva (z jihu) několik menších toků, zejména Lesní potok a potok Olešnici (polsky Bialka). V jihozápadním cípu katastru osady Široký Brod pramení potok Chebzí, protékající stejnojmennou osadou, a nalézá se tu i několik pramenů jesenické lázeňské soustavy (Viktorův pramen, Mexický pramen, pramen Lesní Muž). Osadou Kolnovice protéká Kolnovický potok.
Území obce pokrývá z téměř 46 % zemědělská půda (34,5 % orná půda, 8 % louky a pastviny) a z 44,5 % les.

## Geologická charakteristika
Většinu území obce Mikulovice tvoří hornina fluviální jílovitopísčité až písčité hlíny, místy písčité štěrky (nižší nivní stupeň, vyšší nivní stupeň), která spadá do soustavy kvartérních pokryvů. Dále se zde nacházejí deluviální hlinitopísčité sedimenty a deluviální štěrkovité sedimenty spadající do kvartérních pokryvů.  Dalšími typy hornin, které jsou součástí kvartérních pokryvů, jsou spraše a sprašové hlíny. Oproti ostatním zmíněným horninám zde naprosto minimálně nalezneme horninu biotitická až dvojslídná pararula, místy s granátem, staurolitem nebo sillimanitem, která spadá do soustavy krystalnikum a preavariské paleozikum.  Poslední hornina nacházející v obci spadá do soustavy kvartérních pokryvů a nazývá se fluviální písčité štěrky.  U všech zmíněných hornin spadajících do soustavy kvartérních hornin se uvádí jako období vzniku pleistocén-holocén.

## Historie
První písemná zmínka o obci pochází z roku 1263 pod názvem Villa Nicolai, tj. Mikulášova ves, avšak s poznamenáním, že byly založeny již za vratislavského biskupa Vavřince († 1232). Tehdy se o ně před biskupem soudili potomci otmuchovských rychtářů Vítka a Siegfrieda. Ves vznikla v průběhu kolonizace, kterou v 13. století na nově nabytém území Jesenicka prováděli vratislavští biskupové za pomoci osídlenců z Frank a Durynska, a pojmenována je zřejmě po svém lokátoru Mikulášovi. Ve středověku se zde u říček Bělá a Olešnice z místních náplavů rýžovalo zlato, přičemž v krajině jsou stále patrné stopy po této činnosti. Při cestě z Mikulovic do Ondřejovic jsou patrné zajímavé ukázky pozůstatků tzv. prstovitého dobývání zlata.
Mikulovice patřily k majetku vratislavského biskupství, avšak v 15. a 16. století bývaly dávány v léno (roku 1527 je držela paní Světlíková). Od poloviny 16. století patřily přímo biskupovi v rámci frývaldovského panství, zdejší fojtství však bylo samostatným rytířským lenním statkem.
Kostel sv. Mikuláše s farou je zmiňován již k roku 1293. Později je však ves počítána k faře v Hlucholazech a od roku 1413 v Ondřejovicích. Samostatná farnost byla obnovena až roku 1672. Roku 1903 byl dosavadní malý kostel, jehož jádro pocházelo z doby kolem roku 1550, nahrazen novostavbou.
Roku 1907 byly Mikulovice povýšeny na městys (tento status ztratily při správní reformě roku 1949).
V roce 1960 byly k Mikulovicím přičleněny dosud samostatné obce Kolnovice (s osadami Terezín a Vysutá) a Široký Brod. K 1. lednu 1976 byl k obci přičleněn i Hradec s osadou Nová Ves, avšak ten se k 23. listopadu 1990 opět osamostatnil.
Mikulovice jsou členem Mikroregionu Zlatohorsko, svazku obcí vzniklého v roce 2001. Obec je také od roku 1993 členem Sdružení měst a obcí Jesenicka (SMOJ), které tvoří obce okresu Jeseník, a od roku 1997 členem Euroregionu Praděd.
Součástí Mikulovic byla osada Bukovec (něm. Buchberg), založená roku 1786 parcelací vrchnostenského dvora na jižní straně Mikulovic. Pojmenována byla po tehdejším krajském hejtmanovi rakouské části Nisského knížectví, Antonu Mikuschovi von Buchberg. Brzy stavebně splynula se samotnými Mikulovicemi a roku 1976 byla i administrativně zrušena.

### Správní vývoj
Správní příslušnost Mikulovic od roku 1848
- 1848 vévodství slezské, kraj opavský, Nisské knížectví, (Mikulovise a Široký Brod) panství Frývaldov, (Kolnovice) (statek Kolnovice
- od 1. ledna 1850 do roku 1855 vévodství slezské, politický okres Frývaldov, soudní okres Frývaldov
- od roku 1855 do roku 1868 vévodství slezské, smíšený okres Frývaldov
- od roku 1868 do 30. listopadu 1928 vévodství slezské / země slezská, politický okres Frývaldov, soudní okres Frývaldov
- od 1. prosince 1928 do 31. ledna 1949 země moravskoslezská, politický okres Frývaldov (od 1947 Jeseník), soudní okres Frývaldov (od 1947 Jeseník)
  - kromě: od 1. října 1938 do května 1945 „sudetoněmecká území“, od 15. dubna 1939 jako říšská župa Sudety / Reichsgau Sudetenland; (od 1. května 1939) vládní obvod Opava / Regierungsbezirk Troppau; (od 20. listopadu 1938) Landkreis Freiwaldau, Amtsgericht Freiwaldau
  - od 31. května 1945 Slezská expozitura země Moravskoslezské
- od 1. ledna 1949 do 30. června 1960 Olomoucký kraj, okres Jeseník
- od 1. července 1960 do 31. prosince 1995 Severomoravský kraj, okres Šumperk
- od 1. ledna 1996 do 31. prosince 1999 Severomoravský kraj, okres Jeseník
- od 1. ledna 2000 Olomoucký kraj, okres Jeseník

## Obyvatelstvo

### Vývoj počtu obyvatel
Počet obyvatel Mikulovic podle sčítání nebo jiných úředních záznamů:
| Rok            | 1869  | 1880  | 1890  | 1900  | 1910  | 1921  | 1930  | 1950  | 1961  | 1970  | 1980  | 1991  | 2001  | 2011  | 2021  |
| -------------- | ----- | ----- | ----- | ----- | ----- | ----- | ----- | ----- | ----- | ----- | ----- | ----- | ----- | ----- | ----- |
| Počet obyvatel | 4 014 | 4 327 | 4 897 | 4 939 | 4 947 | 4 688 | 4 966 | 2 436 | 2 822 | 2 797 | 2 813 | 2 704 | 2 782 | 2 570 | 2 378 |
| Počet domů     | 598   | 674   | 656   | 706   | 722   | 731   | 836   | 783   | 550   | 550   | 561   | 608   | 652   | 666   | 694   |

V obci Mikulovice je evidováno 758 adres: 724 čísla popisná (trvalé objekty) a 34 čísla evidenční (dočasné či rekreační objekty). Při sčítání lidu roku 2001 zde bylo napočteno 652 domů, z toho 588 trvale obydlených.
Část obce Mikulovice
| Rok            | 1836  | 1869  | 1880  | 1890  | 1900  | 1910  | 1921  | 1930  | 1939  | 1947  | 1950  | 1961  | 1970  | 1980  | 1991  | 2001  | 2011  | 2021  |
| -------------- | ----- | ----- | ----- | ----- | ----- | ----- | ----- | ----- | ----- | ----- | ----- | ----- | ----- | ----- | ----- | ----- | ----- | ----- |
| Počet obyvatel | 2 569 | 2 457 | 2 718 | 3 166 | 3 324 | 3 320 | 3 098 | 3 338 | 3 317 | 1 624 | 1 786 | 2 184 | 2 192 | 2 333 | 2 291 | 2 350 | 2 152 | 1 993 |

1. ↑  z toho: Mikulovice: 2158, Bukovec: 411
2. ↑  z toho: 102 Čechoslováků, 3145 Němců; 3258 řím. kat., 27 evang., 10 čsl., 13 starokatol., 3 izrael., 22 bez vyzn.
3. ↑  z toho: Mikulovice: 2839, Bukovec: 499

V Mikulovicích je evidováno 585 adres : 569 čísel popisných (trvalé objekty) a 16 čísel evidenčních (dočasné či rekreační objekty). Při sčítání lidu roku 2001 zde bylo napočteno 508 domů, z toho 471 trvale obydlených.

### Církevní správa
Z hlediska římskokatolické církevní správy spadá obec do dvou farností: části Mikulovice a Kolnovice (včetně Terezína a Vysuté) do farnosti Mikulovice, část Široký Brod do farnosti Široký Brod. Obě farnosti patří do děkanátu Jeseník diecéze ostravsko-opavské.
Evangeličtí věřící patří k farnímu sboru v Jeseníku. Věřící Československé církve husitské patří k náboženské obci v Jeseníku, kde se nachází rovněž farnost pro pravoslavné věřící.

## Obecní správa

### Části obce
- Mikulovice (k. ú. Mikulovice u Jeseníka)
- Kolnovice (k. ú. Kolnovice)
- Široký Brod (k. ú. Široký Brod)

Základní sídelní jednotky: Kolnovice, Mikulovice, Široký Brod, Terezín a Vysutá.

### Obecní symboly
Znak byl obci udělen rozhodnutím předsedy Poslanecké sněmovny Parlamentu České republiky dne 17. října 1997 a vlajka byla obci udělena rozhodnutím předsedy PSP ČR dne 19. května 1998.

## Doprava

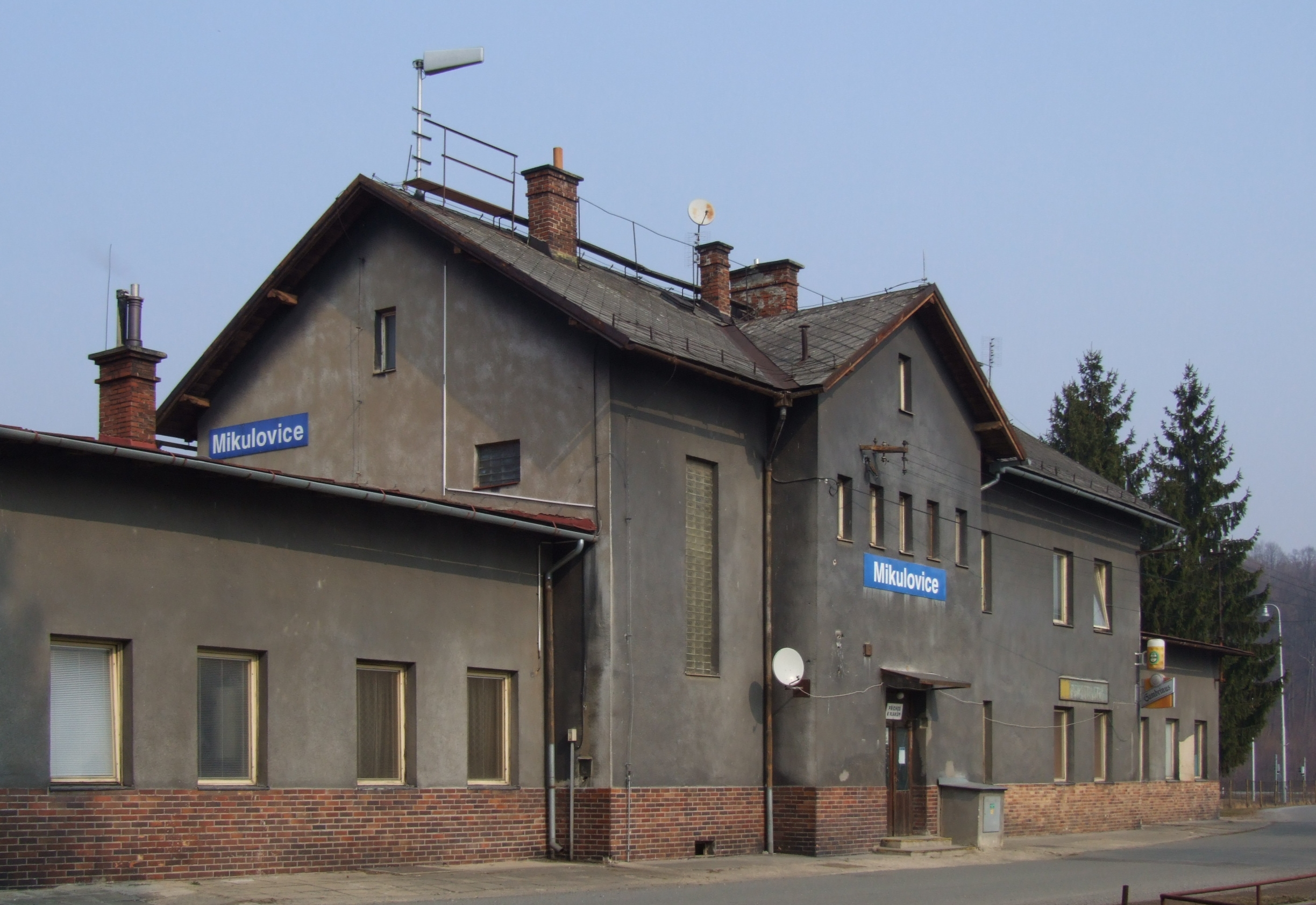
Nádraží v Mikulovicích

Mikulovicemi vede peážní železniční trať Šumperk-Krnov. V obci je stanice této trati s názvem Mikulovice a železniční hraniční přechod. Ve stanici Mikulovice začíná rovněž regionální železniční trať Mikulovice - Zlaté Hory).
Obcí procházejí:
- silnice I/44 z Rapotína, kde se odpojuje od silnice I/11, přes Velké Losiny, Jeseník a Písečnou na hraniční přechod v Mikulovicích, odkud pokračuje jako silnice číslo 40 na Hlucholazy a Prudník,
- silnice II/457 z Osoblahy, Janova a Zlatých Hor na Velké Kunětice, Vidnavu, Javorník a dále na státní hranici, odkud pokračuje do polského města Lądek Zdrój,
- několik silnic III. třídy sloužících k místní komunikaci, zejména do Kolnovic a do Hradce-Nové Vsi.

U Mikulovic se nachází letiště Mikulovice (LKMI).

## Školství
V obci se nachází mateřská škola a základní škola nižšího i vyššího stupně (1.-9. ročník).

## Pamětihodnosti

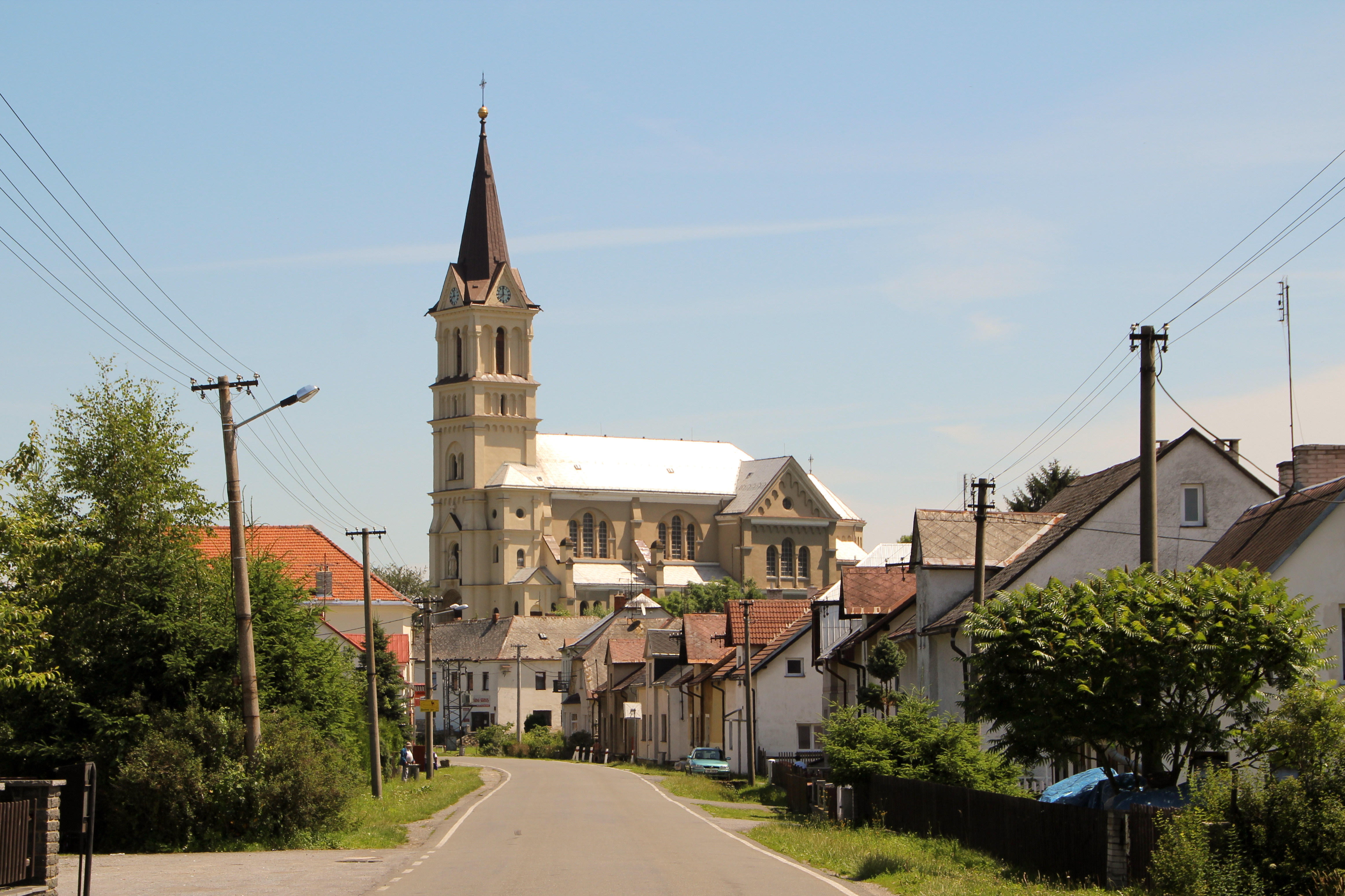
Kostel svatého Mikuláše

- Římskokatolický farní kostel svatého Mikuláše. Trojlodní kostel v historizujícím slohu byl postaven v roce 1903 z iniciativy vratislavského biskupa kardinála Georga Koppa podle projektu brněnského architekta Richarda Voelkla. Zachovalo se původní vybavení z let 1903–1904, včetně věžních hodin a jednoho ze tří zvonů, zasvěceného svaté Františce a odlitého ve Vídeňském Novém Městě. Varhany v kostele pocházejí z roku 1929. Z předchozího kostela se zachoval reliéf se scénou Ukřižování a čtyř evangelistů z druhé poloviny 16. století a náhrobní deska z roku 1605. V roce 2006 byl kostel společně s uměleckými díly z interiéru, ohradní zdí a schodištěm zapsán ministerstvem kultury na seznam kulturních památek.[22][23]
- Tis červený u kostela, jehož stáří je odhadováno na 700-800 let (památný strom)[24]
- socha sv. Jana Nepomuckého mezi dvěma lípami (lípa srdčitá a lípa velkolistá – památné stromy)[24]
- V katastru obce se nachází areál původního skladu munice (H.Ma.Nif.), následně zajateckého tábora a posléze vojenské posádky VÚ č. 8189, nazývaný zkráceně Muna. V areálu se nachází pomník padlých válečných zajatců.

## Významní rodáci
- Franz Xaver Gröger (1874–1932), vlastivědný pracovník
- Josef Obeth (1874–1961), sochař

## Partnerská města
- Głuchołazy, Polsko
- Zlaté Hory, Česko